# 15-ös busz (Szolnok)
A szolnoki 15-ös jelzésű autóbusz a Vasútállomás és a Tiszaliget, Campus között közlekedik. Munkanapokon napközben nem jár, ekkor a 15Y busz pótolja, de az az Ady Endre út helyett a Baross utca – Kossuth Lajos út útvonalon halad végig. A viszonylatot a Volánbusz üzemelteti.

## Útvonala
| Tiszaliget, Campus felé | Vasútállomás felé |
| --- | --- |
| Vasútállomás vá. – Jubileum tér – Baross utca – Mátyás király út – Thököly út – Ady Endre út – Pólya Tibor utca – Szabadság tér – Kertész utca – Tiszaligeti sétány – Tiszaliget, Campus vá. | Tiszaliget, Campus vá. – Tiszaligeti sétány – Kertész utca – Szabadság tér – Pólya Tibor utca – Ady Endre út – Thököly út – Mátyás király út – Baross utca – Vasútállomás vá. |

## Megállóhelyei
| 0  | Vasútállomás végállomás       | 16 | 2Y, 6, 6Y, 7, 8, 8Y, 13, 13Y, 14, 15Y, 16, 17, 24, 24A, 27, 28, 33, 38 Helyközi buszok S50 G50 Z50 S60 G60 Z60 S220 S820 IC, EC, EN, sebesvonat, gyorsvonat, expresszvonat |
| 2  | McDonald’s étterem            | 14 | 3, 10, 12, 24, 24A, 32, 33 Helyközi buszok |
| 4  | Sarló utca                    | 12 | 3, 4A, 10, 12, 32 |
| 6  | Autóbusz-állomás              | 10 | 3, 4A, 10, 12, 23, 32, 33 Helyközi buszok Távolsági járatok |
| 8  | Kormányhivatal                | 8  | 2, 2Y, 3, 9, 10, 12, 32, 37 |
| 11 | Liget Hotel                   | 4  | 15Y |
| 12 | Strandfürdő                   | 3  | 15Y |
| 13 | Vízilabda Aréna               | 2  | 15Y |
| 14 | Tiszaligeti Motel             | 1  | 15Y |
| 15 | Tiszaliget, Campus végállomás | 0  | 15Y |